# Mike Hartenstine
 (mars 2025).
Si vous disposez d'ouvrages ou d'articles de référence ou si vous connaissez des sites web de qualité traitant du thème abordé ici, merci de compléter l'article en donnant les références utiles à sa vérifiabilité et en les liant à la section « Notes et références ».
(en) Statistiques sur pro-football-reference
Michael Albert Hartenstine (né le 27 juillet 1953 à Bethlehem) est un joueur américain de football américain.

## Lycée
Hartenstine joue à la Liberty High School de Bethlehem où il est repéré par l'université d'État de Pennsylvanie.

## Carrière

### Université
Il entre à l'université d'État de Pennsylvanie où il est nommé All-American.

### Professionnel
Mike Hartenstine est sélectionné au second tour du draft de la NFL de 1975 par les Bears de Chicago au trente-et-unième choix. Pour sa première saison en professionnel, Hartenstine est titulaire au poste de defensive end, poste qu'il garde pendant trois saisons avant d'être changé de côté, mais il fait une saison sur le banc en 1978 avant de revenir comme titulaire l'année suivante. Il fait douze sacks lors de la saison 1983. Mais peu à peu, il perd du temps de jeu et est libéré par les Bears après la saison 1986.
En 1987, il signe avec les Vikings du Minnesota mais ne joue que cinq matchs et prend sa retraite après cette saison.